# Cryptocloeus sanguinolentus
Cryptocloeus sanguinolentus är en insektsart som beskrevs av Marius Descamps 1980. Cryptocloeus sanguinolentus ingår i släktet Cryptocloeus och familjen gräshoppor. Inga underarter finns listade i Catalogue of Life.